# Acacia javanica
Acacia javanica é uma espécie de leguminosa do gênero Acacia, pertencente à família Fabaceae.